# 斯德哥尔摩犹太会堂
斯德哥尔摩犹太会堂（瑞典語：Stockholms stora synagoga,希伯來語：‎）位于瑞典首都斯德哥尔摩北城（Norrmalm）国王花园旁的小街 Wahrendorffsgatan，兴建于1867-1870年，由建筑师Fredrik Wilhelm Scholander设计。这座建筑被称为“东方图案的意译”，被列为瑞典国家历史建筑。它取代了位于老城德国井广场（Tyska Brunnsplan）的老会堂，今慈善机构街（Själagårdsgatan）19号，1790-1870年使用。而在更早的1787-1790年，犹太教仪式在老城商人广场（Köpmantorget）附近的商人斜坡（Köpmanbrinken）举行。
犹太图书馆（Judiska biblioteket）位于斯德哥尔摩犹太会堂地下，收藏的书籍包括瑞典语、德语、英语、法语、希伯来语和其他语种。它包括瑞典首席拉比Marcus Ehrenpreis的图书馆。2007年在此举办弗里德里希·克尔纳关于犹太人大屠杀的二战日记展。